# 伏爾泰鎮區 (北達科他州麥克亨利縣)
伏爾泰鎮區（英語：Voltaire Township）是位於美國北達科他州麥克亨利縣的一個鎮區。

## 地方資料
伏爾泰鎮區的面積為91.78平方千米，當中陸地面積為90.78平方千米，而水域面積為0.99平方千米。根據2020年美國人口普查的數據，當地共有人口25人，而人口密度為每平方千米0.27人。